# Hadena rosina
Hadena rosina là một loài bướm đêm trong họ Noctuidae.